# Kamloops Airport
Kamloops Airport är en flygplats i Kanada. Den ligger i den södra delen av landet, 3 300 km väster om huvudstaden Ottawa. Kamloops Airport ligger 345 meter över havet.
Terrängen runt Kamloops Airport är huvudsakligen kuperad. Kamloops Airport ligger nere i en dal som går i öst-västlig riktning. Närmaste större samhälle är Kamloops, 9,7 km öster om Kamloops Airport. 
Runt Kamloops Airport är det i huvudsak tätbebyggt. Runt Kamloops Airport är det ganska tätbefolkat, med 248 invånare per kvadratkilometer.